# Вулка
Вулка — этрусский скульптор из города Вейи. Его руке принадлежат терракотовые скульптуры рубежа V—VI в. до н. э. В работах присутствует явное греческое влияние, но в отличие от скульптур греческой архаики, в них заметно движение.
Работы

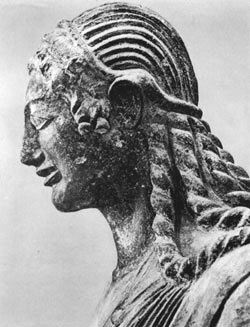
Аполлон Вейский

- терракотовые украшения для храма Юпитера Капитолийского в Риме.
- многофигурная композиция, украшающая храм Аполлона в Вейях, изображающая спор Геракла с Аполлоном.